# Lago di Sartirana
Il lago di Sartirana è un lago della Lombardia, compreso tra il Parco regionale dell'Adda Nord e il Parco regionale di Montevecchia e della Valle di Curone, in territorio di Merate (Lecco).
Il lago di Sartirana è un bacino di origine morenica e dal 1983 è "Riserva naturale della Regione Lombardia" (legge 86/1983). Dall'agosto del 2003 ha ottenuto il riconoscimento di sito di interesse comunitario (S.i.c. - Unione europea).
L'area complessiva della Riserva è di 23,60 ettari, mentre la superficie del lago è di 9,80 ettari e quella del bacino imbrifero è di 99 ettari. La profondità massima del bacino è di 3,50 metri, media di 2,50 metri, il suo volume è di 196 000 metri cubi.
L'ente gestore è il Parco Regionale di Montevecchia e della Valle del Curone, che è subentrato all'originario Ente Gestore, il Comune di Merate, nell'aprile del 2024.
Nella Riserva sono in vigore rigorosi limiti alle attività umane e di pesca.